# Cantó de Marsella Sant Just
El cantó de Marsella Sant Just és un cantó francès del departament de les Boques del Roine, situat al districte de Marsella. És format per part del municipi de Marsella.

## Municipis
Aplega tot o part dels següents barris de Marsella:
- Malpassé
- Sant Just
- Bon-Secours
- Saint-Barthélémy

| Data d'elecció                           | Identitat     | Partit | Qualitat |
| ---------------------------------------- | ------------- | ------ | -------- |
| 1973-1979                                | Marcel Tassy  | PCF    |          |
| 1979-1985                                | Mme Chauvin   | PCF    |          |
| 1985-1998                                | Alain Décamps | PS     |          |
| 1998-                                    | Michel Pezet  | PS     |          |
| les dades anteriors no són pas conegudes |               |        |          |